# Club Deportivo Ciudad de Lucena
El Club Deportivo Ciudad de Lucena és un club de futbol espanyol amb seu a Lucena, Còrdova, a la comunitat autònoma d'Andalusia. Fundat l'any 2008, juga a Tercera Federació, i celebra els partits a casa a l'Estadi Ciudad de Lucena.

## Temporada a temporada
| Temporada | Nivell | Divisió    | Lloc    | Copa del Rei |
| --------- | ------ | ---------- | ------- | ------------ |
| 2008–09   | 7      | 1a Prov.   | 3r      |              |
| 2009–10   | 6      | Reg. Pref. | 7è      |              |
| 2010–11   | 6      | Reg. Pref. | 7è      |              |
| 2011–12   | 6      | Reg. Pref. | 13è     |              |
| 2012–13   | 6      | Reg. Pref. | 1r      |              |
| 2013–14   | 5      | 1a And.    | 13è     |              |
| 2014–15   | 5      | 1a And.    | 14è     |              |
| 2015–16   | 5      | 1a And.    | 6è      |              |
| 2016–17   | 5      | Div. Hon.  | 4t      |              |
| 2017–18   | 4      | 3a         | 10è     |              |
| 2018–19   | 4      | 3a         | 9è      |              |
| 2019–20   | 4      | 3a         | 2n      |              |
| 2020–21   | 4      | 3a         | 2n / 3r |              |
| 2021–22   | 5      | 3a RFEF    | 4t      |              |
| 2022–23   | 5      | 3a Fed.    | 6è      |              |
| 2023–24   | 5      | 3a Fed.    |         |              |

- 4 temporades a Tercera Divisió
- 3 temporades a Tercera Federació /Tercera Divisió RFEF